# النبوءة السبيلينية العربية

بداية نسخة غارشونية من القرن السادس عشر على الورق

النبوءة السبيلينية العربية هي مجموعة من النصوص المسيحية المتعلقة بنهاية العالم والتي تعتمد على تقليد السيبيلين التيبورتينيين [الإنجليزية]. من المحتمل أن النسخة الأصلية من النبوءة قد ألفها الملكانيون في ولاية الشام العباسية في أواخر القرن الثامن. ههذه النبوءة مثال على النبوءات التي تأتي بعد وقوع الحدث، وقد أُلفت لتشجيع الإيمان المسيحي، في ظل انتشار الإسلام، وخاصة خلال فترات عدم الاستقرار السياسي. ربما تكون النبوءة أقدم نص رؤيوي كُتب باللغة العربية.